# Stolperstein in Schierling (Oberpfalz)

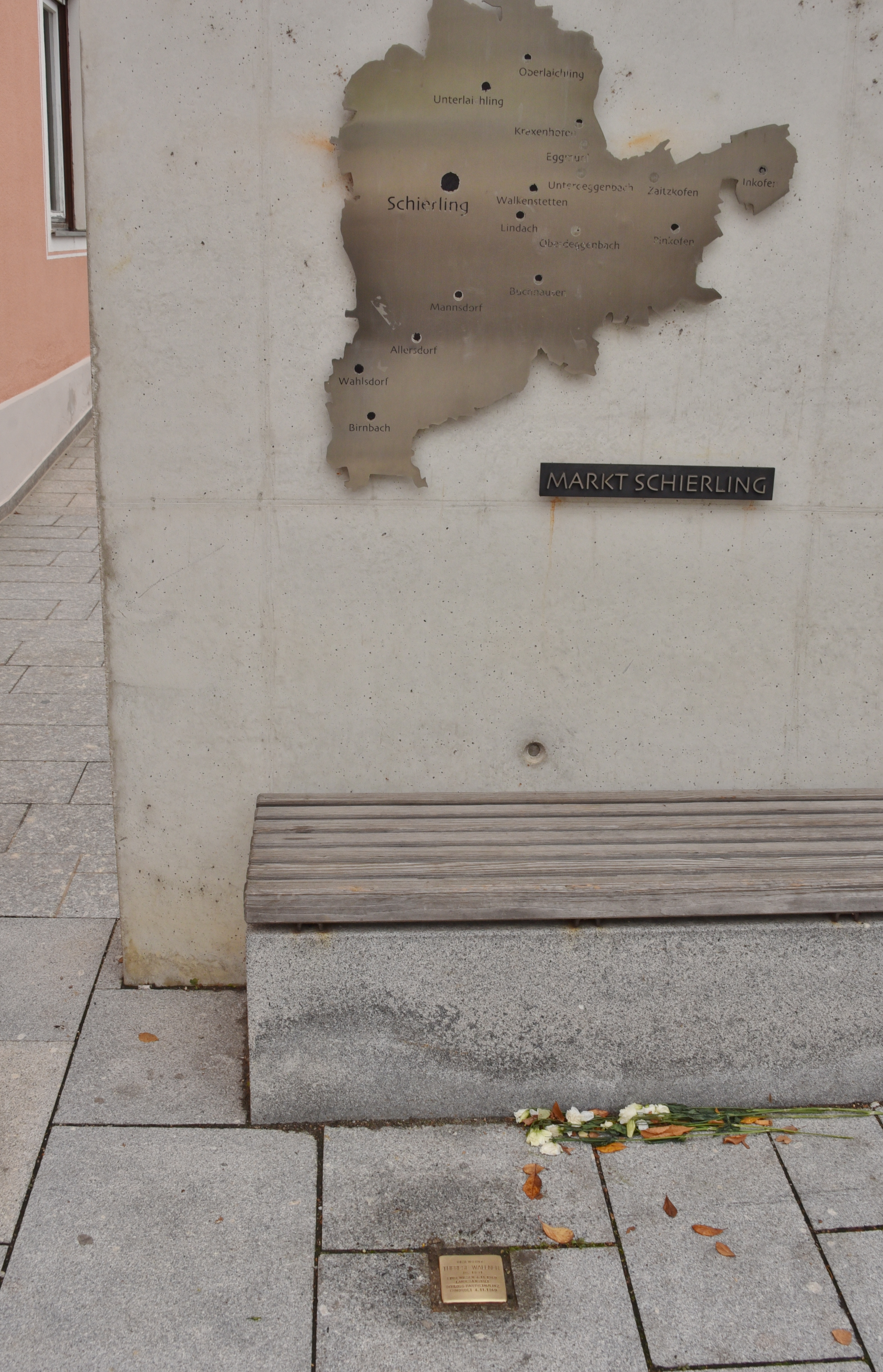
Stolperstein für Therese Wallner vor dem Rathaus

Der Stolperstein in Schierling (Oberpfalz) ist Therese Wallner gewidmet. Stolpersteine werden vom Kölner Künstler Gunter Demnig fast in ganz Europa verlegt. Sie erinnern an das Schicksal der Menschen, die von den Nationalsozialisten ermordet, deportiert, vertrieben oder in den Suizid getrieben wurden. Sie liegen im Regelfall vor dem letzten selbstgewählten Wohnsitz des Opfers.
Der Stein für Therese Wallner war der erste verlegte Stolperstein im Landkreis Regensburg sowie der erste Stolperstein für ein Euthanasie-Opfer.

## Liste der Stolpersteine
Im oberpfälzischen Markt Schierling wurde ein Stolperstein verlegt.
| Stolperstein | Inschrift | Verlegeort                                    | Name, Leben |
| ------------ | --- | --------------------------------------------- | --- |
|              | HIER WOHNTE THERESE WALLNER JG. 1891 EINGEWIESEN 4.11.1940 LANDESANSTALT SCHLOSS HARTHEIM/LINZ ERMORDET 4.11.1940 | Rathausplatz 1 · vor dem Rathaus Schierling · | Therese Wallner wurde 1891 in Schierling geboren. Sie hatte zumindest einen Bruder, Mathias. Sie lebte aufgrund ihrer geistigen Behinderung in der Heil- und Pflegeanstalt Karthaus-Prüll in Regensburg. Von dort aus wurde sie in der Aktion T4 in die Tötungsanstalt Schloss Hartheim gebracht und am 4. November 1940 ermordet. Ihre Leichnam wurde verbrannt, die Asche wurde durch ihren Bruder in Regensburg abgeholt. |

## Verlegedatum
Die erste und bislang einzige Verlegung in Schierling (Oberpfalz) erfolgte am 26. Juli 2010.